# جامعة كونكوك
جامعة كونكوك (كورية: 건국 대학교 ، هانجا: 建國 大 學校) هي جامعة خاصة تقع في سيول ومدينة تشنغجو. يقع حرم سيول الجامعي في الجزء الجنوبي الشرقي من سيول، بالقرب من نهر هان، ويتم الوصول إليها بواسطة محطة مترو تحمل نفس الاسم. يحتوي حرم سيول على 11 كلية جامعية و 13 مدرسة عليا، في حين أن حرم GLOCAL في تشنغجو يتكون من 4 كليات جامعية و4 مدارس للدراسات العليا.
اعتبارًا من عام 2018، تم تسجيل 29,600 طالب في المرحلة الجامعية الأولى وكذا الدراسات العليا، كما تضم الجامعة أكثر من 3000 عضو هيئة تدريس وموظف.